# Мірабелло-Саннітіко
Мірабелло-Саннітіко (італ. Mirabello Sannitico) — муніципалітет в Італії, у регіоні Молізе,  провінція Кампобассо.
Мірабелло-Саннітіко розташоване на відстані близько 190 км на схід від Рима, 6 км на південь від Кампобассо.
Населення — 2179 осіб (2014).
Щорічний фестиваль відбувається 23 квітня. Покровитель — святий Юрій.

## Історія
Найдавніші згадки про місто з'являються у реєстрі церков у лютому 1193 р., де абат Ферульфо згадує церкву Святого Сальватора Мірабельського (місцезнаходження та руїни якої зараз загублені), що прилягає до річки Таппіно. Численні криваві битви велися за права на воду за землю між Мірабелло-Саннітіко та Феррацано. Історично багато землетрусів переслідувало цю територію. Цей регіон зазнав сильних землетрусів у 847, 1294, 1309 рр. Інші землетруси відбулися в 1456, 1587, 1688 рр. (смертей не було, оскільки землетрус стався, коли більшість була на полях) та 1794 р. 26 липня 1805 р. Землетрус стався в районі, який вбив майже 6000 людей у Молізе та 300 у Мірабелло та перетворив раніше зруйновану церкву Сан-Нікола на руїни.   

## Визначні місця
Місто викладено в класичному середньовічному стилі, з радіальним набором вулиць, що оточують головну церкву, Санта-Марія-Ассунта в Сієло. Найдавніші відомі згадки про церкву є в церковному інвентарі Божанської єпархії від 20 серпня 1241 р., вконаному нотаріусом Гульєльмо під керівництвом Джованні Капуано з Неаполя за наказом імператора Фредріка II Свєвійського. Інші церкви включають Святу Марію Успіння (Санта-Марія-ді-Анузіата), Сан-Рокко, Сан-Джорджо та сусідні пагорби Санта-Марія-ді-Монтеверде.      

## Культура
Міщани відзначають багато свят, святкуючи в традиційному стилі паради, релігійні процесії та феєрверки. Найбільш складне святкування - свято Святого Юрія, покровителя міста. Він відзначається 23 квітня. Інші включають свято Святого Йосифа (19 березня), Святого Антонія (13 червня), Феррагосто (15 серпня) та Богоявлення (початок січня), а також Різдво та Великдень. Багато жителів досі роблять власне вино, консервують помідори, готують оливкову олію та забивають свиней незабаром після Різдва (ритуально імітуючи століття предків, які робили те саме, щоб забезпечувати м’ясом протягом наступного року). Емігранти з цього міста розкидані по всьому світу. Приблизно з 1880 по 1925 рік багато оселилися в Нью-Йорку, Філадельфії та Клівленді. Після Другої світової війни еміграція до Канади, Швейцарії та Південної Америки була більш поширеною.         

## Демографія
Населення за роками:

Станом на 1 січня 2023 року в муніципалітеті офіційно проживало 66 іноземців з 19 країн, серед них 26 громадян країн Євросоюзу та 2 громадяни України.

## Сусідні муніципалітети
- Кампобассо
- Черчемаджоре
- Черчепіккола
- Ферраццано
- Джильдоне
- Сан-Джуліано-дель-Санніо
- Вінк'ятуро